# Gösta Brodin
Gösta Brodin, född 15 februari 1908 i Göteborg, död 18 juni 1979 i Göteborg, var en svensk seglare.
Han seglade för Göteborgs KSS. Han blev olympisk silvermedaljör i London 1948.